# Lules (departement)
Lules is een departement in de Argentijnse provincie Tucumán. Het departement (Spaans:  departamento) heeft een oppervlakte van 540 km² en telt 57.235 inwoners.

## Plaatsen in departement Lules
- El Manantial
- Lules (hoofdplaats)
- San Felipe y Santa Bárbara
- Villa Nougués (San Pablo y Villa Nougués)